# Крупская, Анна Михайловна
Анна Михайловна Крупская (1924—1994) — звеньевая колхоза имени Сильницкого Полоцкого района Витебской области Белорусской ССР, Герой Социалистического Труда (1966).

## Биография
Родилась 24 марта 1924 года в деревне Муравщина (сейчас это Полоцкий район) Витебской области Республики Беларусь.
После Великой Отечественной войны работала в колхозе имени Сильницкого Полоцкого района Витебской области Белорусской ССР
В 1958 году — была назначена звеньевой колхоза по выращиванию льна. В 1963 году её звено вырастило 12,5 гектаров льна и с каждого гектара получило по 7,7 центнера семян и по столько же волокна. Через год улучшила свои показатели, собрав 8,8 центнера волокна и по 9 центнеров семян с гектара.
Три года подряд являлась участницей ВДНХ СССР в Москве, была награждена бронзовой медалью.
Указом Президиума Верховного Совета СССР от 30 апреля 1966 года за успехи, достигнутые в увеличении производства и заготовок льна, Крупской Анне Михайловне присвоено звание Героя Социалистического Труда с вручением ордена Ленина и золотой медали «Серп и Молот».
Работала в колхозе до выхода на пенсию.
Жила в Полоцком районе Витебской области. Умерла в 1994 году.

## Награды
- Герой Социалистического Труда (1966)
- Орден Ленина (1966)
- Бронзовая медаль ВДНХ